# Lis Løwert
Lis Løwert (født 7. december 1919 i København, død 26. november 2009) var en dansk skuespillerinde.
Påbegyndte en uddannelse på Det ny Teaters elevskole og debuterede på teatret i 1937. Hun var engageret på teatret frem til 1940.
Hun fik sin endelige uddannelse fra Det kongelige Teaters elevskole 1942-1944, hvor hun traf sin senere ægtefælle Bjørn Watt Boolsen.
Gennem årene bredte Lis Løwert sig over et stort repertoire, som gav hende roller på Alliancescenerne, Rialto Teatret, Folketeatret og Det ny Scala. Sidstnævnte teaters leder var hendes søster, skuespillerinden Karen Marie Løwert.
Ud over sit filmarbejde huskes hun fx for tv-rollerne i Huset på Christianshavn som dyrehandler Clausens kone; Fru Mille Clausen og senere i Matador, hvor hun spillede danselærerinde Violet Vinter.

## Filmografi i udvalg
| År   | Titel                            | Rolle                         | Noter |
| ---- | -------------------------------- | ----------------------------- | ----- |
| 1933 | De blaa drenge                   |                               |       |
| 1938 | Den mandlige husassistent        |                               |       |
| 1940 | En ganske almindelig pige        |                               |       |
| 1941 | Gå med mig hjem                  |                               |       |
| 1941 | En forbryder                     |                               |       |
| 1942 | Tyrannens fald                   |                               |       |
|      | Søren Søndervold                 |                               |       |
| 1944 | Mordets melodi                   |                               |       |
| 1946 | Hans store aften                 |                               |       |
| 1946 | Oktoberroser                     |                               |       |
| 1947 | Røverne fra Rold                 |                               |       |
| 1948 | Penge som græs                   |                               |       |
|      | Kristinus Bergman                |                               |       |
| 1949 | Lejlighed til leje               |                               |       |
| 1950 | Susanne                          |                               |       |
| 1950 | The Wooden Horse                 |                               |       |
| 1951 | Familien Schmidt                 |                               |       |
| 1953 | Adam og Eva                      |                               |       |
| 1955 | På tro og love                   |                               |       |
| 1956 | Kispus                           |                               |       |
| 1957 | En kvinde er overflødig          |                               |       |
| 1959 | Poeten og Lillemor               | Vera                          |       |
| 1960 | Poeten og Lillemor og Lotte      | Vera                          |       |
| 1961 | Poeten og Lillemor i forårshumør | Vera                          |       |
| 1971 | Ballade på Christianshavn        | fru dyrehandler Mille Clausen |       |

### Serier
| År      | Titel                   | Rolle                            | Noter |
| ------- | ----------------------- | -------------------------------- | ----- |
| 1970-77 | Huset på Christianshavn | fru dyrehandler Mille Clausen    |       |
| 1978-80 | Matador                 | danselærerinde fru Violet Vinter |       |